# ایست برونسون (فلوریدا)
ایست برونسون (به انگلیسی: East Bronson) یک منطقهٔ مسکونی در ایالات متحده آمریکا است که در شهرستان لوی، فلوریدا قرار دارد. ایست برونسون ۲۹٫۶ کیلومتر مربع مساحت و ۱٬۹۴۵ نفر جمعیت دارد.